# Toyoda Shirō

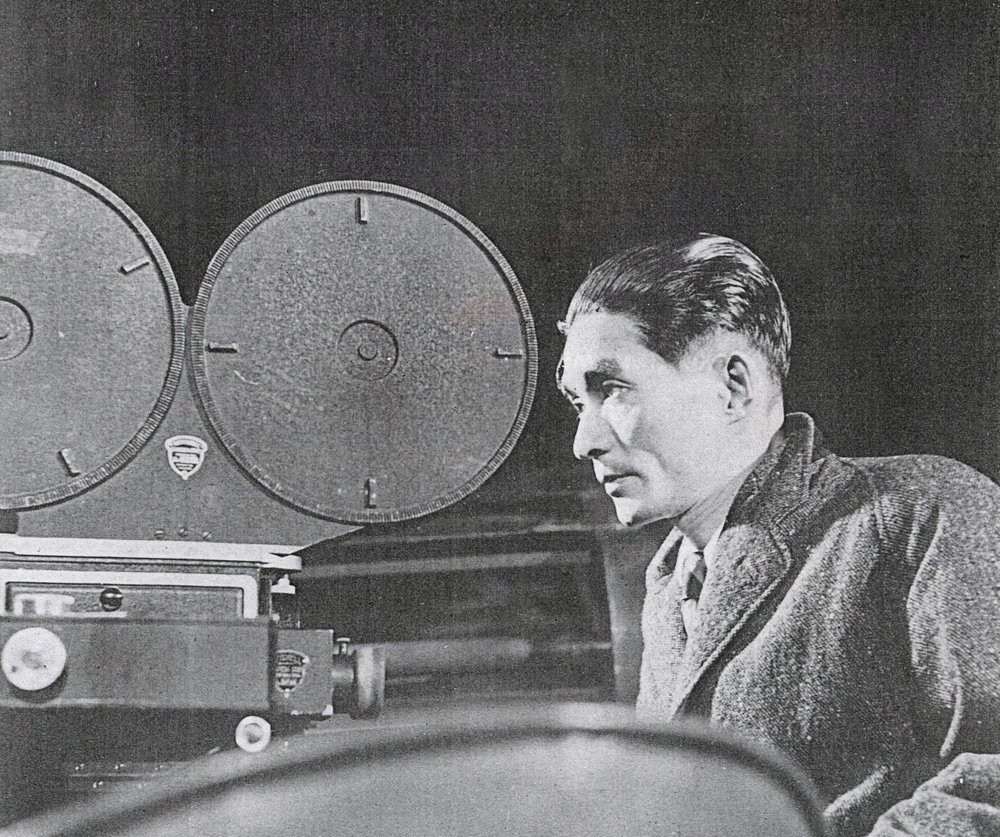
Toyoda Shirō

Toyoda Shirō (japanisch 豊田 四郎; geb. 3. Januar 1906 in Kyōto; gest. 13. November 1977) war ein japanischer Filmregisseur. Nach seinem wichtigsten Genre, der Literaturverfilmung, wurde er „Großmeister des gehobenen Films“ (文芸映画の巨匠, Bungei-eiga no kyoshō) genannt.

## Leben und Werk
Toyoda Shirō begann seine Karriere als Drehbuch-Autor für das Filmunternehmen Shōchiku, bis er dann Regieassistent von Shimazu Yasujirō (1897–1945) wurde. Sein erster Spielfilm als Regisseur war „Geschminkte Lippen“ (彩られる唇, Irodorareru kuchibiru) im Jahr 1929, nach dem Roman „Die Prostituierte Mari“ (売笑婦マリ, Baishōfu mari, 1924) von Satō Haruo.
Toyoda beteiligte sich an der Junbungaku (純文学) Bewegung, eine lose organisierte Gruppe von Filmregisseuren, die das Interesse teilten, ernste Literatur auf die Leinwand zu bringen. Das war eine Bewegung, die besonders in den 1930er Jahren von Bedeutung war. So basierte Toyodas „Wakai hito“ (若い人) – „Junge Leute“ auf einem Roman von Ishizaka Yōjirō. Am bekanntesten aus dieser Gruppe im Ausland sind Toyodas Filme „Gan“ (雁) – „Wildgänse“ – aus dem Jahr 1953, der auf dem gleichnamigen Roman von Mori Ōgai basiert und „Snow Country“ (1957), der Kawabatas gleichnamigen Roman „Yukiguni“ (雪国) zur Grundlage hat.
Andere beachtenswerte Filme sind „Frühling von Kojima“ (小島の春) 1940, ein Film zum Thema Lepra, „Mann und Frau, Glückwunsch“ (夫婦善哉, Meoto senzai) 1955, für den er den Blue Ribbon Award erhielt, „Die Katze, Shōzō und zwei Frauen“ (猫と庄造と二人のをんな, Neko to Shōzō to futari no onna) und „Süßer Schweiß“ (甘い汗, Amai ase) 1964. Toyoda verfilmte auch Werke von Ibuse Masuji.